# Liste der Bischöfe von Nusco
Die folgenden Personen waren Bischöfe von Nusco (Italien):
- Heiliger Amato (1076–1093)
- Guido (1104)
- Ruggero I. (1143–1147)
- Guglielmo I. (1164–1171)
- Sergio (1198)
- Ruggero II. (1215–1216)
- Luca (1240)
- N. N. (1264)
- Giacomo (1285)
- Pietro I. (1290–1310)
- N. N. (1330–1337)
- Ruggero Gesualdo (1344–1350)
- Francesco Calonico (1350–1365)
- Arnaldo (1365–1374)
- Angelo Iritale (1375–1394)
- Marco de Porris (1394–1396)
- Bernardo (1396–1399)
- Angelo Barrili (1399)
- Guglielmo II. (1418)
- Antonio II. (1418–1435)
- Carluccio (oder Paoluccio) (1435–1437)
- Giovanni Pascale (1437–1465)
- Gaspare de Miro (1465–1471)
- Stefano Moscatelli (1471–1485)
- Antonio Maramaldo (1485–1513)
- Marino Deaczia (1513–1523)
- Geronimo Deaczia (1523–1537)
- Pietropaolo Parisio (1538–1545) (Kardinal)
- Luigi Cavalcanti (1545–1563)
- Alessandro Gadaleta (1563–1572)
- Pietro de Filiis (1573–1578)
- Patrizio Lavosl’ (1578–1602)
- Lazzaro Pellizzari (1602–1607)
- Giovanni Battista Zuccati (1607–1614)
- Michele Resti (1614–1639)
- Francesco Arcudio (1639–1641)
- Giovanni Mauro (1642–1644)
- Aniello Campagna (1645–1648)
- Pietro Paolo Russo (1649–1657)
- Benedetto Rocci (1658–1661)
- Angelo Giordano Picchetti (1662–1668)
- Fulgenzio D’Arminio Monforte (1669–1680)
- Benedetto Giacinto Sangermano (1680–1702)
- Giacinto Dragonetti (1703–1724)
- Nicolò Tupputi (1724–1740)
- Gaetano de Arco (1741–1753)
- Francesco Antonio Bonaventura (1753–1788)
- Francesco Saverio de Irivo (1791–1797)
- Matteo Aceto (1818–1819)
- Pasquale de Nicolais (1820–1835)
- Francesco Paolo Mastropasqua (1837–1848)
- Giuseppe Autelitano (1849–1854)
- Michele Adinolfi (1854–1860)
- Gaetano Stiscia (1860–1870)
- Giovanni Acquaviva (1871–1893)
- Giuseppe Consenti (1893)
- Emilio Alfonso Todisco Grande (1893–1896)
- Michele Arcangelo Pirone (1896–1909)
- Angelo Giacinto Scapardini OP (1909–1910)
- Luigi Paulini (1911–1919) (auch Bischof von Concordia)
- Pasquale Mores (1919–1950)
- Guido Maria Casullo (1951–1963)
- Gastone Mojaisky-Perrelli (1963–1978)
- Mario Miglietta (1978–1981)
- Antonio Nuzzi (1981–1986) (auch Erzbischof von Sant’Angelo dei Lombardi-Conza-Nusco-Bisaccia)

Fortführung unter Liste der Erzbischöfe von Conza